# Issiri-Yaoguin
Pour les articles homonymes, voir Yaoguin (homonymie).
Issiri-Yaoguin, également orthographié Issiri-Yaoghin, est une localité située dans le département de Dialgaye de la province du Kouritenga dans la région Centre-Est au Burkina Faso.

## Santé et éducation
Le village possède une école primaire publique.